# La forma del presente
La forma del presente es una película documental colombiana dirigida por Manuel Correa. Estrenada en las salas colombianas el 21 de noviembre de 2019, la película vio su estreno internacional en la edición número 62 del Festival de Cine DOK en Leipzig, Alemania en 2018. Hizo parte de la selección oficial en la quinta edición del Bogotá International Film Festival.

## Sinopsis
Colombia es un país históricamente golpeado por la violencia. El documental presenta las historias de siete personas que, a su manera, vivieron las inclemencias del conflicto armado en el país cafetero. Cada uno de ellos tiene una historia diferente para contar sobre la guerra y sobre la reconstrucción en tiempos de aparente calma.